# 2022-es franciaországi elnökválasztás
A 2022-es franciaországi elnökválasztás első fordulóját április 10-én tartották. Az első két helyezett között 2022. április 24-én volt a második forduló. A hivatalban lévő elnök, Emmanuel Macron (az En Marche jelöltje), akinek első mandátuma 2022. május 13-ig tart, ellenfele a második fordulóban ismét Marine Le Pen, a Nemzeti Tömörülés vezetője volt, akit 2017 után 2022-ben is legyőzött. A 2002-es franciaországi elnökválasztás óta 2022-ig egyetlen elnököt sem választottak újra.
Valérie Pécresse, a Köztársaságiak jelöltje kevesebb, mint a szavazatok 5%-át tudta megszerezni az első körben, a párt történetének legrosszabb eredménye. Anne Hidalgo, Párizs polgármestere 1,75%-ot kapott, amely a Szocialista Párt legrosszabb eredménye volt fennállása során. Jean-Luc Mélenchon, a szélsőbaloldali Engedetlen Franciaország jelöltje harmadik lett az első fordulóban, a szavazatok 21,95%-ával, mindössze 1,2%-kal Le Pen mögött, a fiatalabb korcsoportokban (18–34) ő volt a legnépszerűbb jelölt.
A választásra közvetlenül a 2022-es törvényhozási választások előtt került sor, ahol a francia parlament alsóházának, a Nemzetgyűlésnek 577 tagját fogják megválasztani.
A Ipsos és a Sopra Steria is Macront jelentette be győztesként, a szavazatok 58,2%-ával. Le Pen percekkel az első részeredmények bejelentése után elfogadta vereségét.

## Eredmények
| Jelölt                  | Párt                       | Párt                    | Első furdló | Első furdló | Második forduló | Második forduló |
| Jelölt                  | Párt                       | Párt                    | Szavazatok  | %           | Szavazatok      | %               |
| ----------------------- | -------------------------- | ----------------------- | ----------- | ----------- | --------------- | --------------- |
| Emmanuel Macron         | A Köztársaság Lendületben! | LREM                    | 9 783 058   | 27,85       | 18 768 639      | 58,55           |
| Marine Le Pen           | Nemzeti Tömörülés          | RN                      | 8 133 828   | 23,15       | 13 288 686      | 41,45           |
| Jean-Luc Mélenchon      | Engedetlen Franciaország   | LFI                     | 7 712 520   | 21,95       |                 |                 |
| Éric Zemmour            | Visszahódítás              | R!                      | 2 485 226   | 7,07        |                 |                 |
| Valérie Pécresse        | A Köztársaságiak           | LR                      | 1 679 001   | 4,78        |                 |                 |
| Yannick Jadot           | A Zöldek                   | EELV                    | 1 627 853   | 4,63        |                 |                 |
| Jean Lassalle           | Ellenállás!                | RES                     | 1 101 387   | 3,13        |                 |                 |
| Fabien Roussel          | Francia Kommunista Párt    | PCF                     | 802 422     | 2,28        |                 |                 |
| Nicolas Dupont-Aignan   | Debout la France           | DLF                     | 725 176     | 2,06        |                 |                 |
| Anne Hidalgo            | Szocialista Párt           | PS                      | 616 478     | 1,74        |                 |                 |
| Philippe Poutou         | Új Antikapitalista Párt    | NPA                     | 268 904     | 0,76        |                 |                 |
| Nathalie Arthaud        | Lutte Ouvrière             | LO                      | 197 094     | 0,56        |                 |                 |
|                         |                            |                         |             |             |                 |                 |
| Összesen                | Összesen                   | Összesen                | 35 132 947  | 100,0       | 32 057 325      | 100,0           |
|                         |                            |                         |             |             |                 |                 |
| Jogos szavazatok        | Jogos szavazatok           | Jogos szavazatok        | 35 132 947  | 97,80       | 32 057 325      | 91,34           |
| Üres szavazatok         | Üres szavazatok            | Üres szavazatok         | 543 609     | 1,53        | 2 233 904       | 6,37            |
| Szabálytalan szavazatok | Szabálytalan szavazatok    | Szabálytalan szavazatok | 247 151     | 0,69        | 805 249         | 2,29            |
| Résztvevők              | Résztvevők                 | Résztvevők              | 35 923 707  | 73,69       | 35 096 478      | 71,99           |
| Nem szavazott           | Nem szavazott              | Nem szavazott           | 12 824 169  | 26,31       | 13 655 861      | 28,01           |
| Regisztrált szavazók    | Regisztrált szavazók       | Regisztrált szavazók    | 48 747 876  |             | 48 752 339      |                 |

## Fordítás
Ez a szócikk részben vagy egészben  a(z)   2022 French presidential election című angol Wikipédia-szócikk ezen változatának fordításán alapul.  Az eredeti cikk szerkesztőit annak laptörténete sorolja fel. Ez a jelzés csupán a megfogalmazás eredetét és a szerzői jogokat jelzi, nem szolgál a cikkben szereplő információk forrásmegjelöléseként.